# Кирияк Цонев
Кирияк Цонев Цонев е български дипломат, писател, преводач и журналист от гагаузки произход. Книгите му са издадени с името Киряк Цонев.
Той е първият арабист в съвременната българска дипломация. Като познавач на арабските страни и изследовател на историята на българите често е канен в коментарни телевизионни предавания.

## Биография

### Образование
Средното си образование е завършил в Каварна, а висшето – в Московския държавен институт по международни отношения със специалност „Международни отношения“ и първи език арабски (1965).

### Кариера
Дипломат
През цялата си трудова дейност е професионален дипломат в системата на Министерството на външните работи, където преминава професионалната стълбица на дипломатическата кариера от стажант до началник на отдел „Арабски страни“. Работил е в посолствата на България в Дамаск, Кайро и Алжир, бил е посланик в Алжир (включително за Мавритания) и първи български консул в Обединените арабски емирства. Посетил е всички арабски държави.
Преподавател
Преподава предметите „Българо-арабски отношения“ в Софийския университет „Свети Климент Охридски“ и „Външна политика на арабските страни“, както и „Практически арабски“ в Югозападния университет „Неофит Рилски“ в Благоевград. Преподавал е също във Варненския свободен университет и Бургаския свободен университет.

### Общественик
Заместник-председател е на Дружеството за българо-алжирско приятелство. Член е на ръководството на Организацията на обединените българи, Световния съвет на гагаузите, академик в Международната академия по българознание, иновации и култура, почетен гражданин на Каварна.

### Творчество
Автор е на редица художествени и научноизследователски книги, преводач и журналист.
Член е на Съюза на българските писатели, Съюза на българските журналисти и Съюза на преводачите в България.